# Robert Allan (cầu thủ bóng đá)
Robert Allan là một cựu cầu thủ bóng đá người Anh thi đấu ở vị trí thủ môn cho Sunderland.